# Yesün Temür Khan
Yesün Temür Khan (28 novembre 1293 – Shangdu, 15 agosto 1328), conosciuto anche col nome di cinese di Taiding (in cinese: 泰定帝), è stato imperatore della Cina dal 1323 al 1328.
Apparteneva alla dinastia mongola degli Yuan.

## Biografia

### I primi anni
Yesün Temür nacque in Mongolia nel 1293 da Gammala, figlio di Zhenjin, principe ereditario di Kublai Khan. Gammala venne nominato principe (Jinong) nel 1292 dopo la morte di Zhenjin, ma gli succedette il fratello minore Temür. Il titolo di Gran Khan venne assunto da Temür, Darmabala e dai suoi figli e nipoti, perciò Gammala e suo figlio Yesün Temür vennero esclusi dalla successione. Come Jinong, Gammala ottenne la regione situata a nord del Deserto del Gobi e si preoccupò di porre il corpo di Gengis Khan nel gran mausoleo a lui dedicato. Nel 1302 Gammala morì e Yesün Temür gli succedette come principe (Jinong).
Durante il regno di Külüg Khan, Ayurbarwada e Gegeen Khan, Yesün Temür, che aveva grandi feudi e un potente esercito in Mongolia, divenne uno dei principi più rispettati a corte e uno dei più potenti principi delle steppe.

### Ascesa al trono
Nel 1323 quando Shidebala Gegeen Khan (Imperatore Yingzong) venne assassinato dal gran censore Tegshi e da Esen Temur, il gruppo dei ribelli osannò Yesün Temür dal momento che egli era della tribù di Khunggirad. Secondo la storia ufficiale della dinastia Yuan, Yesün Temür non era intenzionato a far uccidere l'Imperatore, ma il messaggero sarebbe giunto troppo tardi.
Yesün Temür, ad ogni modo, non fu il principale beneficiario di questa cospirazione, ma fu uno dei principali ideatori. Dopo aver ricevuto il sigillo imperiale da parte dei cospiratori, egli ascese al trono, il 4 ottobre 1323, con una cerimonia svoltasi sulle rive del fiume Kherlen in Mongolia. Esen Temur venne nominato gran consigliere e Tegshi divenne capo degli affari militari.
Sentendosi però minacciato dall'opinione pubblica per aver posto in posizioni così elevate due persone che erano sospettate di aver assassinato il precedente sovrano, l'Imperatore cambiò immediatamente politica ed ordinò la condanna a morte di Tegshi, Esen Temur e altri. Nel tentativo di reprimere altre ribellioni, inviò delle truppe a Dadu ed a Shangdu . L'imperatore temeva gli ufficiali ribelli, in quanto riteneva che potessero influenzare la sua politica. Quindi prima di entrare trionfalmente nella città di Dadu li fece giustiziare. I cinque principi coinvolti nelle sommosse vennero esiliati nelle regioni dello Yunnan, nell'isola di Hainan ed in altri luoghi remoti.
Gli ufficiali cinesi chiesero subito a Yesün Temür di espandere le proprie purghe anche agli alleati di Temuder e di Tegshi ed alle loro famiglie, ma il Gran Khan si rifiutò. Proclamò dunque un'amnistia generale con un decreto, e nel medesimo documento stabilì che tutte le proprietà confiscate delle persone giustiziate, tornassero alle loro legittime famiglie.

### L'amministrazione
Sotto il governo di Yesün Temür, ufficiali musulmani e mongoli costituivano il governo effettivo dello stato, eliminando così ogni influenza cinese durante i cinque anni del suo regno. Kumeijil e Tas Temur furono gran consiglieri; Dawlat Shah prestò servizio come segretario e poi censore, per giungere infine alla carica di gran consigliere; Andachu, divenne capo della sezione militare.
Oltre a Dawlat Shah, vi erano due musulmani, Ubaidullah e Bayanchar, che prestarono servizio presso l'amministrazione del segretariato. Mahumud Shah e Hasan Khoja furono a capo del ministero della difesa. Il più alto grado nel commercio della Cina dell'epoca gestito dalla dinastia dei Mongoli sotto Yesün Temür, avvenne quando l'amministrazione centrale decise di esentare dal pagamento delle corvee i cristiani e i musulmani garantendo nel contempo grandi pagamenti promessi alla nobiltà mongola in cambio di beni di lusso (тансаг).
Yesün Temür Khan denunciò la stravaganza della corte nell'acquisto di pietre preziose, nell'importarle attraverso mercanti stranieri, e nel rivenderle poi, dieci volte tanto il loro effettivo valore, mentre il popolo era ridotto alla fame. Nel 1326, Ozbeg Khan dell'Orda d'Oro inviò delle scimmie a Yesün Temür Khagan che gli ricambiò l'omaggio con oro, argento, denaro e seta.

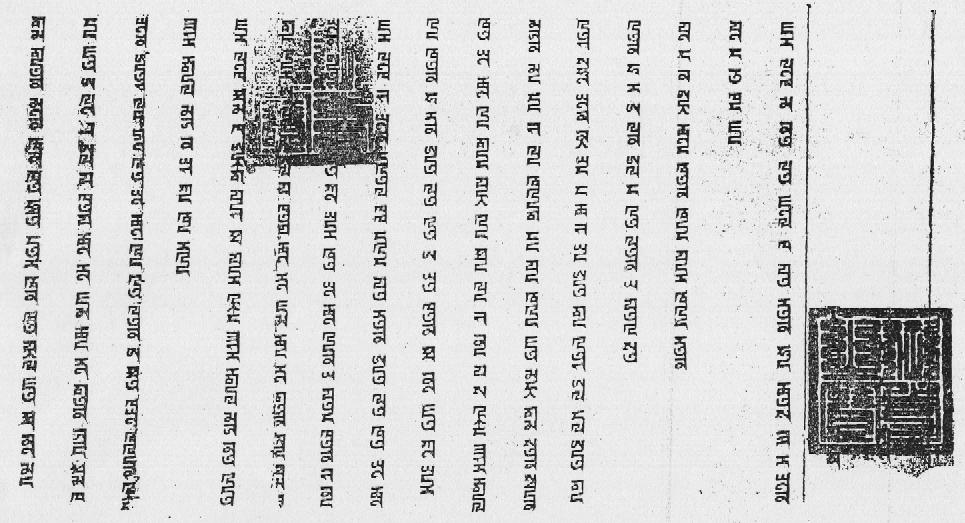
Editto di Yesün Temür

Il Gran Khan divise l'Impero in diciotto dipartimenti, controllati ciascuno da una persona di sua fiducia chiamato "Signore della Provincia".
Negli ultimi anni di vita, lasciò il governo prevalentemente al suo aiutante musulmano Dawlat Shah ed a Babukhan Khatoun. Morì a Shangdu nell'agosto del 1328. Suo figlio, Ragibagh Khan, venne insediato sul trono per merito di Dawlat Shah, ma venne sconfitto in soli tre mesi dal rivale Tugh Temür.